# Alessia Filippi
Alessia Filippi   (Roma, 23 de juny de 1987) és una nedadora italiana especialista en proves de mitjana distància i estils. En els Jocs Olímpics de Pequín 2008 va guanyar la medalla de plata en els 800 metres lliures, per darrere de la britànica Rebecca Adlington que va guanyar l'or.
Abans dels Jocs va ser una de les grans triomfadores en els Campionats d'Europa d'Eindhoven 2008, on va guanyar dues medalles d'or (800 m. lliures i 400 m. estils) i una de bronze (4x200 m. lliures)
És l'actual plusmarquista mundial de 800 metres en piscina curta amb 8:04.53, així com plusmarquista europea d'1.500 metres en piscina llarga amb 15:52.84
Mesura 1,86 m.

## Resultats
| Any  | Competició            | Lloc       | Lloc                                                                                 | Marca                           |
| ---- | --------------------- | ---------- | ------------------------------------------------------------------------------------ | ------------------------------- |
| 2004 | Campionat d'Europa PL | Madrid     | 7ª en 400 m. estils                                                                  | 4:51.50                         |
| 2004 | Campionat d'Europa PC | Viena      | 5ª en 400 m. estils 7ª en 4x50 m. lliures                                            | 4:38.76 1:41.96                 |
| 2005 | Campionat d'Europa PC | Trieste    | 4ª en 400 m. estils                                                                  | 4:36.85                         |
| 2006 | Campionat del Món PC  | Xangai     | 2ª en 400 m. estils 4ª en 4x200 m. lliures 7a en 4x100 m. lliures                    | 4:35.38 7:50.39 3:39.18         |
| 2006 | Campionat d'Europa PL | Budapest   | 1ª en 400 m. estils 3ª en 200 m. estils 4ª en 400 m. lliures 5ª en 4x200 m. lliures  | 4:35.80 2:13.75 4:08.43 8:02.61 |
| 2006 | Campionat d'Europa PC | Hèlsinki   | 1ª en 400 m. estils 5ª en 400 m. lliures 7ª en 4x50 m. lliures                       | 4:31.58 4:03.82 1:41.12         |
| 2007 | Campionat d'Europa PC | Debrecen   | 1ª en 400 m. estils 3ª en 800 m. lliures                                             | 4:30.46 8:12.84                 |
| 2008 | Campionat d'Europa PL | Eindhoven  | 1ª en 800 m. lliures 1ª en 400 m. estils 3ª en 4x200 m. lliures 4ª en 400 m. lliures | 8:23.50 4:36.68 7:55.69 4:09.12 |
| 2008 | Campionat del Món PC  | Mánchester | 5ª en 800 m. lliures 5ª en 400m. estils                                              | 8:18.45 4:33.56                 |
| 2008 | Jocs Olímpics         | Pequín     | 2ª en 800 m. lliures 4ª en 4x200 m. lliures 5ª en 400 m. estils                      | 8:20.23 7:49.76 4:34.34         |
| 2008 | Campionat d'Europa PC | Rijeka     | 1ª en 800 m. lliures 2ª en 400 m. estils 3ª en 400 m. lliures                        | 8:04.53 (RM) 4:26.06 3:59.35    |

## Marques personals
En l'actualitat té els rècords italians en les següents proves:

### Piscina Llarga
- 800 m. lliures - 8:20.23 (Pequín, 2008)
- 1.500 m. lliures - 15:52.84 (Lovadina, 2008)
- 100 m. esquena - 1:01.52 (Riccione, 2006)
- 200 m. esquena - 2:09.04 (Roma, 2007)
- 200 m. estils - 2:13.08 (Pesaro, 2007)
- 400 m. estils - 4:34.34 (Pequín, 2008)

### Piscina Curta
- 400 m. lliures - 3:59.35 (Rijeka, 2008)
- 800 m. lliures - 8:04.53 (Rijeka, 2008)
- 200 m. esquena - 2:06.36 (Gènova, 2007)
- 400 m. estils - 4.26:06 (Rijeka, 2008)